# Certification des semences
La certification des semences est un processus d'assurance qualité dont le but est de maintenir et de mettre à la disposition des utilisateurs des semences  et autres matériels de propagation (plants, tubercules, bulbes, etc.) de variétés de plantes cultivées en garantissant leur qualité.

## Processus de certification
Ce processus suppose un certain nombre de contrôles par des services officiels qui portent notamment sur le contrôle des semences des générations précédentes, des inspections sur le terrain pendant le processus de multiplication pour vérifier l'absence de contamination et la conformité de la variété au type, la culture d'échantillons dans des parcelles témoins pour s'assurer que la descendance est conforme aux caractéristiques de la variété et des contrôles de la qualité de la semence en laboratoire.

## Situation internationale
De nombreux pays ont établi leurs propres normes de certification (certains ont accepté les règles de l'Organisation de coopération et de développement économiques (OCDE) comme leurs normes nationales). Dans certains pays, la certification est obligatoire et dans d'autres elle est facultative. Selon les pays, les systèmes de certification se concentrent sur les caractéristiques génétiques, ou bien s'intéressent à des tests portant par exemple sur la germination minimale, la pureté analytique minimale et l'état sanitaire  des semences.
Dans l'Union européenne, la certification est obligatoire et comprend trois volets :
- la certification variétale qui garantit l'identité et la pureté variétales ;
- la certification technologique qui garantit la pureté spécifique et la faculté germinative des semences ;
- la certification sanitaire qui garantit l'absence ou la présence la plus faible possible d’organismes nuisibles.

Dans le cas d’espèces autres que celles de grandes cultures. La certification est facultative, c’est-à-dire que les contrôles n’ont lieu que de manière aléatoire, postérieurement à la mise en marché. car leur qualité est sous la responsabilité de l'entreprise semencière qui les commercialise. Les semences ne sont pas certifiées mais sont dites "standards".
Pour les jardiniers amateurs en France, depuis le 10 juin 2020, il est  possible d’échanger ou de céder à titre gratuit ou onéreux directement des semences et autres matériels de reproduction de variétés du domaine public aux amateurs (utilisateurs finaux non professionnels ne faisant pas un usage professionnel de la variété), par dérogation à la réglementation générale sur les semences. Dans ce cas, l’inscription sur une liste du Catalogue officiel des espèces et variétés cultivées n’est plus obligatoire, en revanche, les normes sanitaires continuent de s’appliquer sur la sélection et la production; mais l’identité variétale ne sera pas garantie.
Aux États-Unis, où la certification des semences n'est pas obligatoire, certaines semences commerciales sont certifiées sur une base volontaire par des organismes de certification indépendants, notamment les agences regroupées dans l'AOSCA (Association of Official Seed Certifying Agencies).